# Viña San Pedro
Viña San Pedro es una de las mayores productoras de vino chileno, y una de las viñas tradicionales e históricas de Chile. Fue fundada en la localidad de Molina, valle de Curicó, en 1865. La viña, junto al grupo que conforma, llamado Viña San Pedro-Tarapacá S.A., o VSPT Wine Group, suman un total de 4254 hectáreas de vid cultivadas, produciendo más de 16 millones de cajones de vino por año (144 millones de litros), con presencia en más de 80 mercados en los cinco continentes, constituyéndose así como el segundo mayor exportador de vinos de Chile, y una de las 15 compañías de vinos más grandes del mundo.

## Historia

### Origen
Fue fundada en 1865 por los hermanos Vicente, Bonifacio y José Gregorio Correa Albano, quienes además de producir la variedad conocida como «país», comenzaron a importar tradicionales vitiviníferas francesas como Cabernet Sauvignon, Chardonnay, Merlot y Sauvignon Blanc, convirtiéndose en pioneros dentro del valle de Curicó, en la zona central de Chile.
Los hermanos Bonifacio y José Gregorio Correa Albano comenzaron a producir sus primeros vinos con variedades de uva local, iniciando de hecho la actividad vitivinícola en el Valle de Curicó. Después, los Albano trajeron consigo clones de las clásicas variedades de Europa para reemplazar aquellas especies nativas. Luego, a medida que sus viñedos evolucionaron y sus vinos comenzaron a sobresalir por su calidad, iniciaron las exportaciones. Para 1940 se enviaba los Estados Unidos, Canadá, Alemania y Japón.

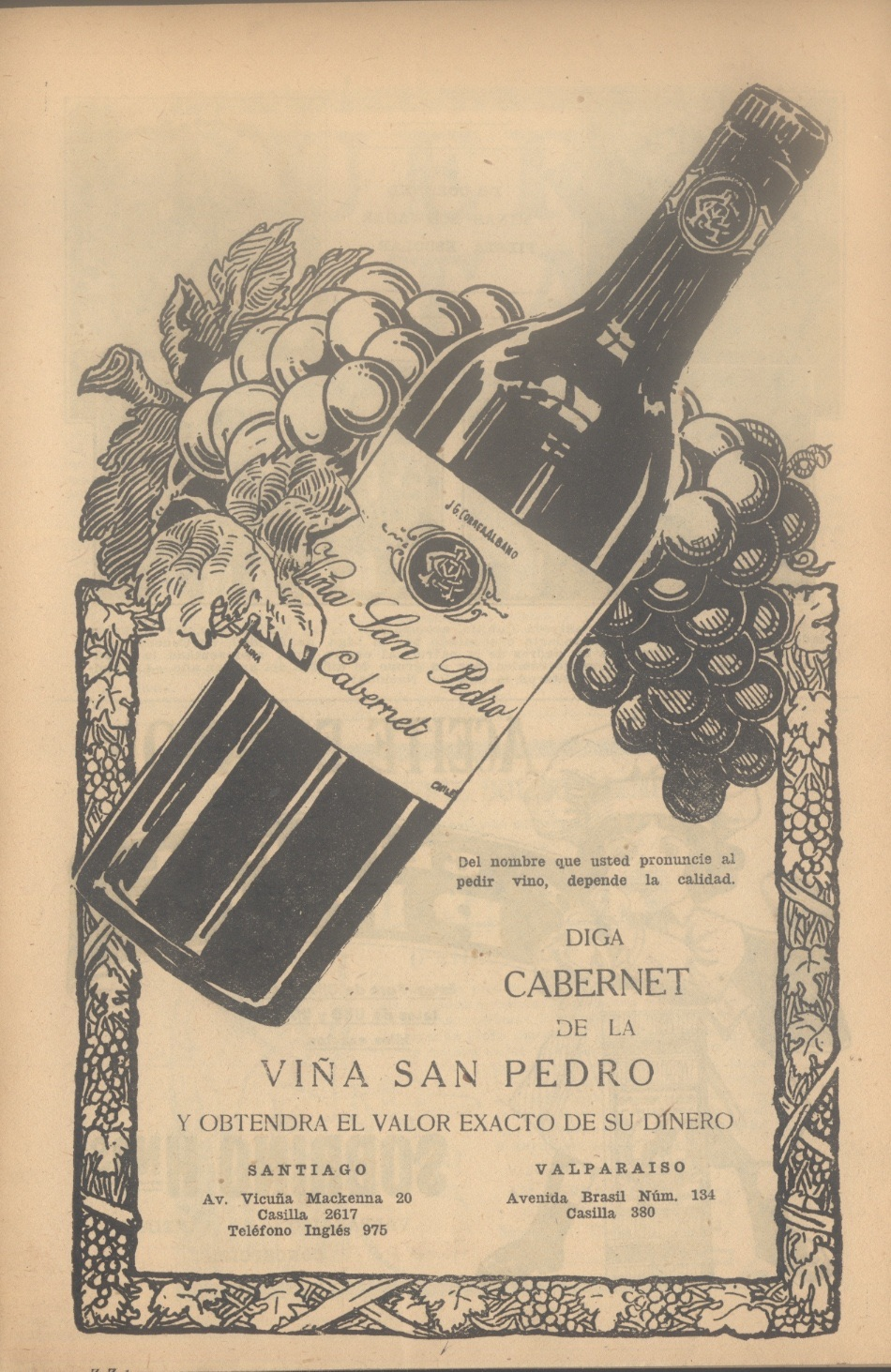
Aviso comercial de 1928.
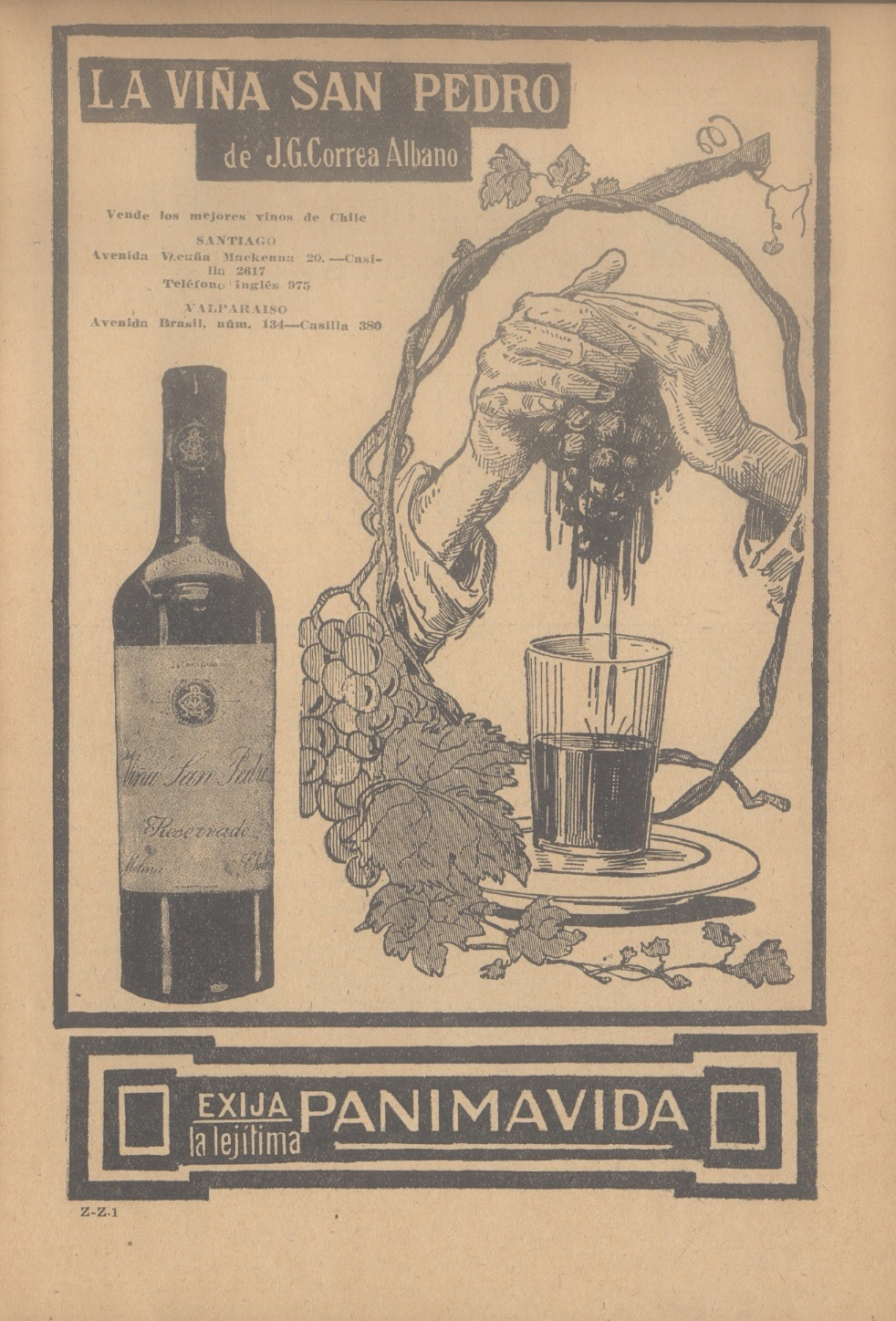
Aviso comercial de 1929.
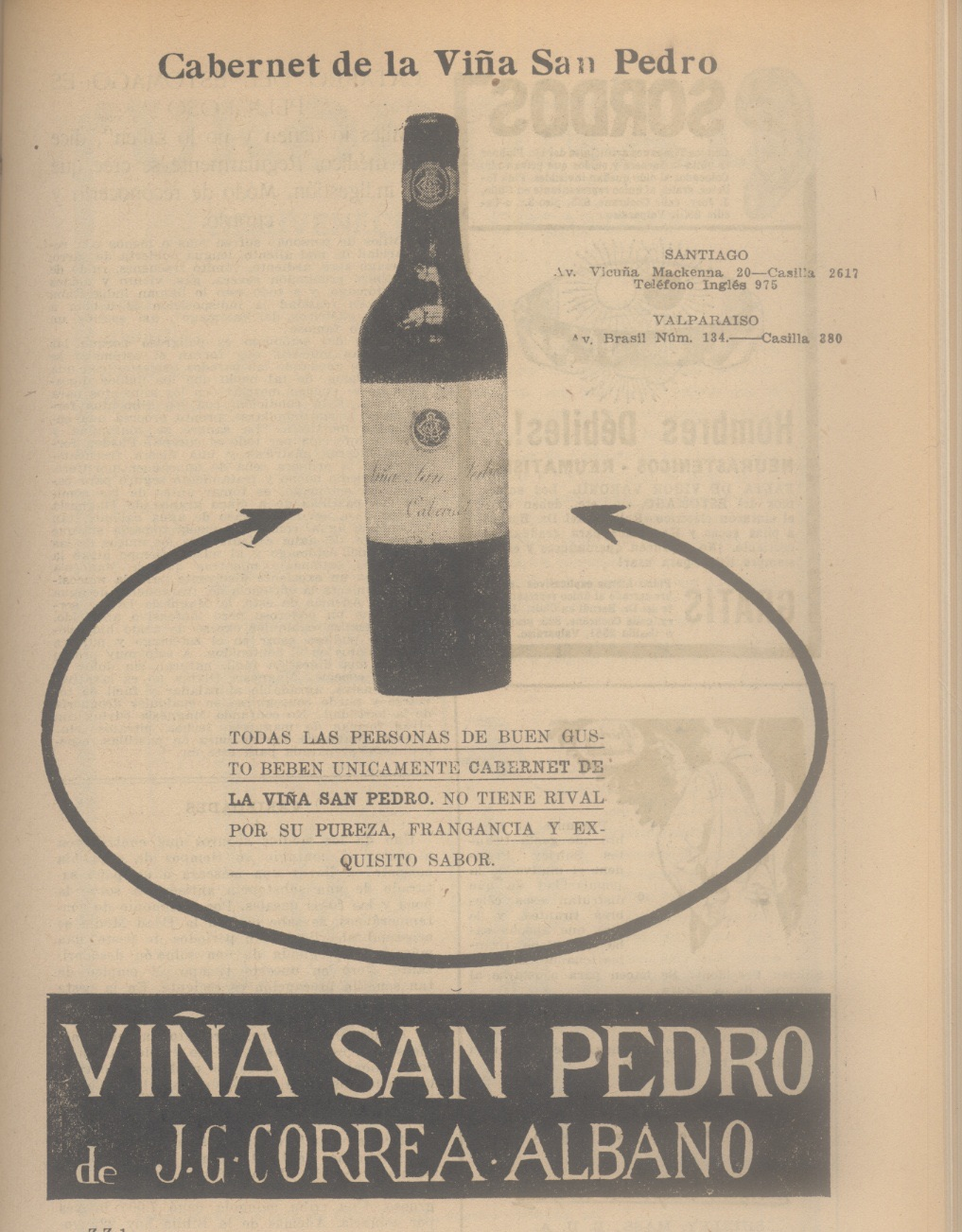
Aviso comercial de 1930.
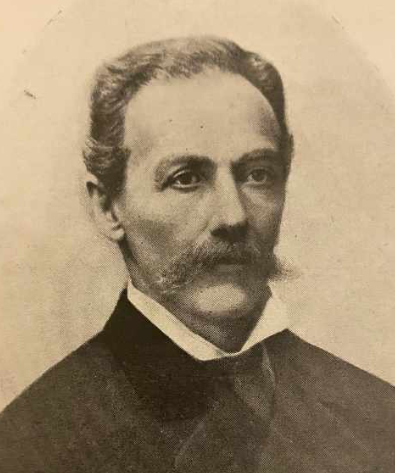
Bonifacio Correa Albano
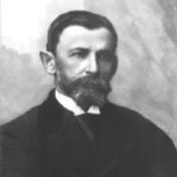
José Gregorio Correa Albano.

### Actualidad
El viñedo principal, y la centenaria cava subterránea de San Pedro, se encuentran ubicados en Molina, en el valle de Curicó, 200 km al sur de Santiago. Un área de suaves lomajes y suelos francos sobre toba volcánica, con condiciones climáticas y geográficas privilegiadas para el cultivo de la vid. Aquí, San Pedro posee un extenso viñedo que abarca 1200 hectáreas.
Paralelamente, San Pedro cuenta con más de 1.500 hectáreas plantadas en el Valle Central y en otros de los principales valles vitícolas de Chile, tales como el Elqui, Casablanca, San Antonio-Leyda, Maipo, Cachapoal, Maule y Biobío.
En los últimos años, Viña San Pedro ha dado un renovado énfasis a los procesos enológicos, con la incorporación de nuevos enólogos para cada nivel de vinos y un especial interés en las nuevas zonas frías y emergentes de la viticultura chilena actual, y ha emprendido amplios proyectos de inversión y mejoras que han incrementado su capacidad productiva y comercial, a través de nuevos equipos vitícolas, de envasado, almacenamiento y terrenos.[cita requerida]
Ejemplo de este espíritu es el primer Sauvignon Blanc del Valle del Elqui cuya primera cosecha, la 2006, fue lanzada dentro de la marca Castillo de Molina. Un vino de producción limitada que impresionó a consumidores y expertos por igual, y ha recibido notables premios en los concursos internacionales de vino desde entonces.[cita requerida]
Igualmente, buenos ejemplos de ello son los Syrah y Cabernet Sauvignon provenientes del Alto Cachapoal y el Valle del Maipo, dos de los mejores terroir en Chile para esas variedades hoy en día.[cita requerida]
Y es también por esta razón que el grupo expandió sus dominios al Valle de Leyda en 2007, otra pionera zona vitícola. A 40 km al sur de Casablanca y a sólo 14 km del océano Pacífico, cuya influencia marítima ha determinado el éxito de Leyda con las variedades mejor adaptadas a climas fríos. Por eso, entre otras cosas, este valle proveyó las uvas blancas para ampliar 1865 Single Vineyard, la marca Premium de San Pedro, previamente sólo de tintos. Así, desde septiembre de 2007, esta línea ofrece el Sauvignon Blanc de Leyda.

### VSPT Wine Group
Viña San Pedro conforma el grupo enológico Viña San Pedro-Tarapacá S.A., también conocido como VSPT Wine Group, que integra a las viñas Tarapacá, Santa Helena, Misiones de Rengo, Altaïr, Viña Mar, Casa Rivas, Finca La Celia y Bodega Tamarí, todas, bodegas reconocidas en Chile y Argentina, cada una con sus propias y distintivas marcas, y representantes de los mejores vinos que estos terroir pueden producir.[cita requerida]
Hoy, VSPT es el segundo mayor exportador de vino chileno y ocupa el primer lugar en el segmento de vinos finos en el mercado chileno. Las marcas como  GatoNegro, 35 SUR y Castillo de Molina han logrado introducirse de forma masiva en múltiples mercados de América y Europa, mientras en los últimos años también se han incorporado mercados no tradicionales de Europa y Asia a su red de distribución.

## Marcas de vino

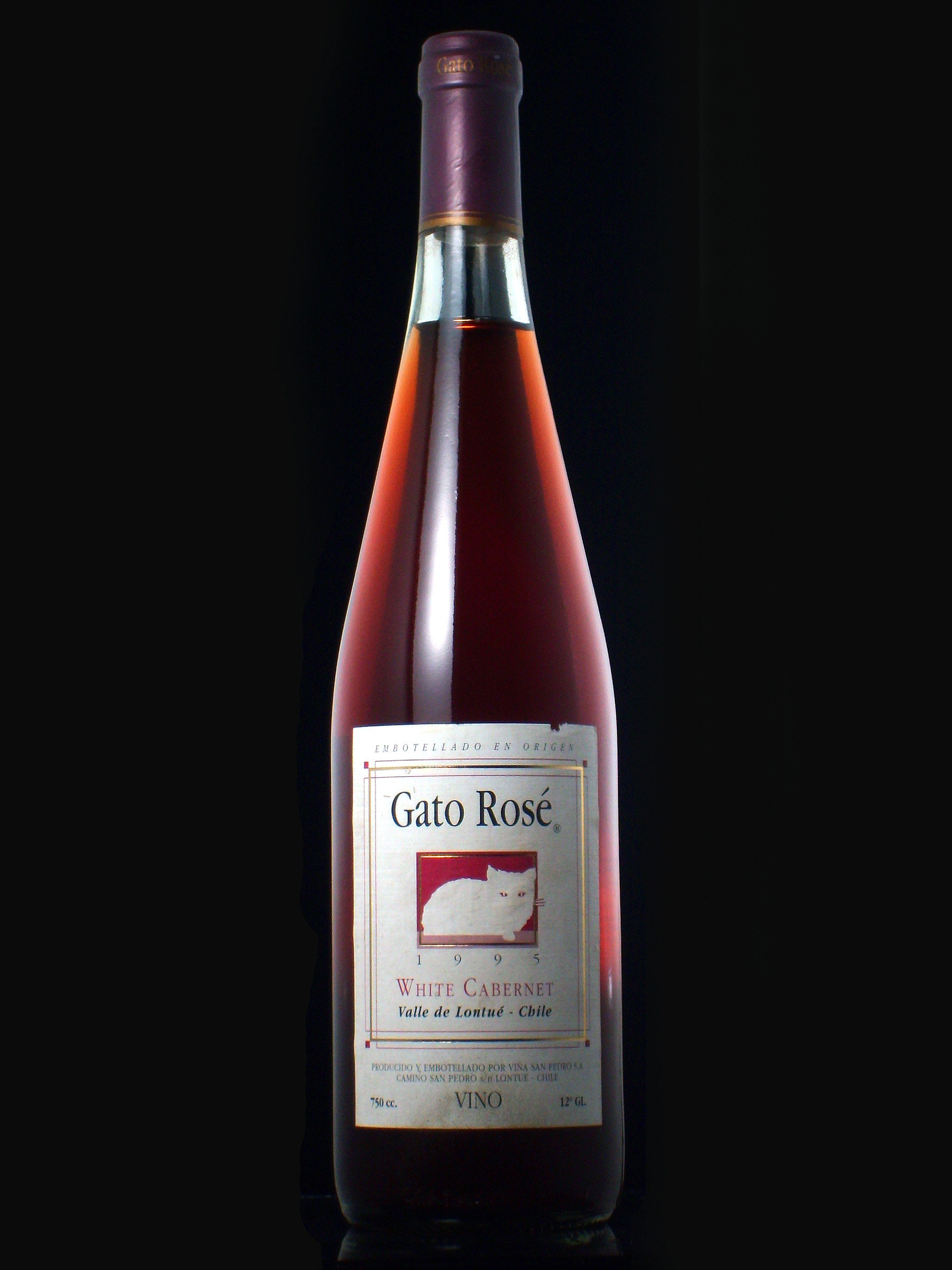
Vino Gato Rosé.

### Cabo de Hornos
En 1994, San Pedro decidió crear un vino icono que compitiera con productos de la más alta categoría internacional. Surgió así Cabo de Hornos, un vino que expresaba la tipicidad del terroir de Molina, pues era resultado de la unión de un viñedo de más de 50 años y condiciones privilegiadas, logrando un estilo que le valió importantes reconocimientos.  
Este vino clásico y elegante, era hecho sólo de Cabernet Sauvignon. Su primera cosecha fue realizada por el enólogo francés, Jacques Lurton, y ha sido un referente del vino chileno desde entonces. Su nombre hace honor a la zona más austral de Chile continental, donde convergen con fuerza las aguas de los océanos Pacífico y Atlántico. 
Todo el carácter y la fuerza de un vino reservado sólo para conocedores. Si bien, a partir de la cosecha 2005 comenzó a ser modernizando para incluir fruta de los mejores orígenes posibles, de otras variedades (la cosecha 2005 tenía un 3% de Syrah y 7% de Cabernet Sauvignon del Valle del Alto Cachapoal).

### 1865 Single Vineyard
En el año 2001 nace la línea 1865, cuyo nombre es un homenaje a la fecha de fundación de la viña.  
La característica principal de estos vinos es que presentan emblemáticas variedades provenientes de diferentes y distintivas zonas vitivinícolas.
Esto, ya que cada vino se obtiene de viñedos seleccionados, plantados en el mejor valle posible para cada variedad: Cabernet Sauvignon del Valle del Maipo, Carmenère y Malbec del Valle del Maule, Syrah en el Cachapoal y, desde 2007, el primer blanco de la línea, un Sauvignon Blanc del Valle de Leyda.
Single Vineyard es trabajado, observando todas las condiciones de la variedad, el suelo y el clima –o terroir–, para producir vinos con personalidades y calidad únicas y consistentes en el tiempo.

### Castillo de Molina
Esta marca nació en los años ’80, como la primera línea Reserva de San Pedro y ocupó la cumbre de su porfolio durante casi 20 años. Siendo exportado casi desde sus inicios, hoy Castillo de Molina está presente en más de 50 países. Actualmente y adhiriendo a las más modernas tendencias enológicas, sus vinos incluyen fruta de los más relevantes valles vitícolas del país, tales como el Elqui, Casablanca, Cachapoal y el Maule. Cada uno de estos vinos expresa su origen diferente, con elementos que contribuyen a un amplio abanico de sabores, aromas y texturas.
La línea está compuesta por las variedades, Sauvignon Blanc Fumé, Chardonnay, Pinot Noir, Syrah, Merlot, Carmenère y Cabernet Sauvignon, además de un  Sauvignon Blanc del Valle del Elqui, un Riesling, un Viognier y el primer Blend tinto de la marca, compuesto por Syrah, Cabernet Franc y Cabernet Sauvignon. 

### 35º Sur
Su nombre obedece, obviamente, a la latitud 35° Sur, donde emerge este vino. Esta marca existe desde el año 2000 y su nombre proviene de la ubicación geográfica de los principales viñedos de San Pedro, el Fundo San Pedro Molina, enclavado en pleno Valle de Curicó. De este vino se exporta casi medio millón de cajas, a más de 50 mercados alrededor del planeta. Su principal mercado el Reino Unido, donde se ubica entre las 25 marcas de vino más vendidas.[cita requerida]

### Gato
Gato, originalmente GatoNegro, es uno de los vinos chilenos más vendidos en todo el mundo, siendo líder en más de quince mercados en los cuales está presente.[cita requerida] Con una excelente relación precio-calidad y apuntando a hacer del vino algo más cercano y cotidiano, esta marca vende anualmente casi 40 millones de litros en más de 70 países de los cinco continentes, incluido Chile. Gato fue la primera marca creada por Viña San Pedro, alrededor de la década del '60, en tiempos en que el vino embotellado era una gran novedad en Chile y las viñas apenas comenzaban a inventar nombres para sus productos. Y de hecho, nació "negro", sólo como vino tinto. Los blancos surgieron recién por 1970-75. Con el tiempo, tanto el vino como su packaging se fueron sofisticando. Está presente en un amplio rango de formatos y variedades, desde el clásico Cabernet Sauvignon, hasta el Rosé.

## Valles y orígenes

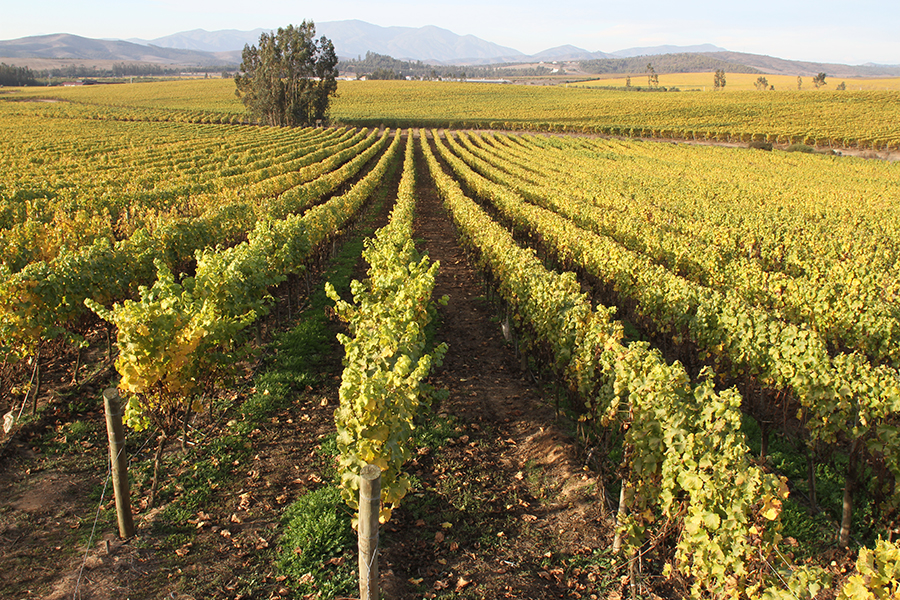
Viñedos en Leyda.

Viña San Pedro diversifica su producción de uvas en los más relevantes valles de las regiones vitivinícolas de Chile; de norte a sur estos son: Valle del Elqui, Casablanca, Leyda, Maipo, Cachapoal, Curicó, Maule y Bío-Bío.
- Elqui: ubicado en la IV Región del país, es uno de los valles vitivinícolas más al norte de Chile. Las viñas crecen a pocos kilómetros del mar, con una fuerte influencia marina y bajo un clima frío costero. Sus suelos calcáreos, con un alto contenido de minerales son especiales para variedades blancas y algunos tintos, como el Pinot Noir o el Syrah. Es parte de las nuevas zonas vitícolas frías de Chile.
- Casablanca: el más reconocido en Chile por su producción de Chardonnay. Considerado el gran descubrimiento en la era moderna del vino chileno, se ubica al norte de la Zona Central del país, más cerca de la costa.  De clima Mediterráneo frío, el valle se interna en la Cordillera de la Costa, donde este macizo tiene una altura menor y permite la entrada de las brisas del Pacífico, convertidas en vientos o una típica neblina al amanecer, conocida como la “Camanchaca”.
- Leyda: lugar reconocido hoy como una de las zonas más atractivas de la vitivinicultura chilena. Corresponde a un sub-valle situado en el Valle de San Antonio, a 40 km al sur de Casablanca y a sólo 14 kilómetros del Océano Pacífico. La poderosa influencia del mar ha determinado su especial éxito con cepas que se dan mejor en climas fríos, como el Sauvignon Blanc, Chardonnay, Pinot Noir y Syrah.
- Maipo: zona vitícola más antigua de Chile. Posee un clima Mediterráneo, con vastas diferencias de temperatura entre el día y la noche, lo que constituye una oscilación térmica de 20 °C. El promedio anual de lluvias es de 330 mm, concentradas entre abril y septiembre. El verano es seco, con una temperatura promedio de unos 25 °C, mientras la media anual llega a los 14,5 °C. El suelo es arcilloso y rocoso. Famosos Cabernet Sauvignon han nacido en este valle.
- Cachapoal: los viñedos se ubican justo en el piedmont de la Cordillera de Los Andes, bajo una gran oscilación térmica entre el día y la noche, condición óptima para obtener vinos concentrados. Las uvas maduran una o dos semanas después de lo usual y el viento local ayuda a mantener plantas muy sanas. Además, las terrazas aluviales, muy bien drenadas, pobres y secas, obligan a las plantas a dar lo mejor de sí. Algunos de los mejores puntajes otorgados durante los últimos años por expertos internacionales, fueron precisamente a tintos provenientes de este valle.
- Curicó: los viñedos están plantados en un área de suaves colinas y suelos aluviales delgados y bien drenados. Es un verdadero paraíso para el cultivo de uvas, gracias al clima de la Zona Central chilena, que es Mediterráneo e influido por el Océano Pacífico. El promedio anual de lluvias llega a 600mm, concentradas especialmente durante el invierno (junio a septiembre), versus una larga temporada seca. Las montañas crean un corredor de bajas temperaturas, que permite una variación térmica de hasta 15 °C durante la temporada. Esto favorece la calidad, concentración de color y la acumulación de sabores.
- Maule: hacia el sur del valle, en Pencahue, donde se ubican las plantaciones de San Pedro, es un área conocida por su clima cálido y sus suelos irregulares y pedregosos, elementos que constituyen condiciones ideales para el correcto desarrollo y madurez de las uvas. Especialmente, para variedades como el Syrah o el Carmenère. Este valle era antes una zona agrícola más simple y solo recientemente algunas viñas comenzaron a interesarse por plantar viñedos, obteniendo sorpresivos excelentes resultados en las cepas tintas.
- Bío-Bío: nombrado en honor al Río Bío-Bío, se ubica 800 km al sur de Santiago y es el valle productor de vino más austral de Chile. Presenta un clima Mediterráneo, de días cálidos y noches frías, que permite un prolongado período de maduración. Tiene un promedio de precipitaciones mayor al resto del país, pero los vientos locales impiden la humedad. Ofrece una gran diversidad de terroirs para el cultivo de variedades blancas y tintas de ciclo más corto, entre las que destacan Chardonnay, Riesling, Gewürtztraminer y Pinot Noir, que ya han recibido reconocimientos internacionales. Los vinos de esta zona resultan refrescantes, modernos y aromáticos.

## Premios y reconocimientos
- Nacionales:
  - Viña del año, como VSPT Wine Group, en 2014, según la Asociación Vinos de Chile.[2]
  - Ganador en la categoría Derechos Humanos, año 2018, de la Red Pacto Global Chile de Naciones Unidas (SIPP):

- A merced de la integración de comunidades indígenas mapuches en el proyecto vinífero Buchahueico de Malleco.

- Internacionales:
  - Viña del año del Nuevo Mundo, en 2011, entregado a Viña San Pedro, por parte de Wine Enthusiast.[4]
  - Compañía verde del año, en 2016,[5] y segundo lugar en 2014,[6] otorgado por Drinks Business Green Awards a VSPT Wine Group.
  - Compañía ética del año, en 2014 como VSPT Wine Group,[6] y en 2018 como Viña San Pedro,[7] según Drinks Business Green Awards.
  - Premio a la implementación de energías renovables, en 2018, como Viña San Pedro, otorgado por Drinks Business Green Awards.[8]
  - 2º lugar en la categoría Gestión del agua, en 2017, según Drinks Business Green Awards a VSPT Wine Group.[9]
  - Certificación de comercio justo Fair for Life, de Ecocert, vigente desde 2020 a VSPT Wine Group.[1]